# Гридино (Солигаличский район)
Гридино — опустевшая деревня в Солигаличском муниципальном округе Костромской области. Входит в состав  Лосевского сельского поселения

## География
Находится в северо-западной части Костромской области на расстоянии приблизительно 15 км на юг по прямой от города Солигалич, административного центра района.

## История
Деревня была отмечена еще на карте 1840 года. В 1872 году здесь было отмечено деревня Гридино новое с 10 дворами, в 1907 году — в  Гридино новом было 10 дворов, а в Гридно старом - 9. Позднее деревни слились.

## Население
Постоянное население составляло 56 человек для Гридино нового (1872 год), 56 и 35 для нового и старого Гридино соответственно (1897), 58 и 53 (1907), 0 как в 2002 году, так и в 2022.